# Fidschi-Hindi
Fidschi-Hindi (englisch Fiji Hindi), auch bekannt als Fidschianisches Hindi oder Fidschianisches Hindustani, ist eine indoarische Sprache, die von vielen Bürgern des Südseestaates Fidschi, die indischer Abstammung sind, gesprochen wird. Fidschi-Hindi (auch „Fiji Talk“) ist neben Hindi und Urdu eine Variante des Hindustani und Amtssprache der Republik Fidschi.

## Wortschatz
Fidschi-Hindi wird hauptsächlich von der Awadhi- und Bhojpuri-Sprache oder Dialekten des Hindi abgeleitet und enthält auch Wörter aus anderen indischen Sprachen. Fidschi-Hindi hat auch eine große Anzahl von Wörtern aus Fidschi und Englisch entlehnt. Die Beziehung zwischen Fidschi-Hindi und Hindustani ähnelt der Beziehung zwischen Afrikaans und der niederländischen Sprache. Einzigartig im Fidschi-Hindi ist, dass eine große Anzahl von Wörtern entstand, die sich der neuen Umgebung anpasste. Fidschi-Inder der ersten Generation benutzen die Sprache, die auch Fiji Baat genannt wird, als Lingua franca.
Neuere Untersuchungen von Linguisten haben bestätigt, dass Fidschi-Hindi ein Dialekt ist, der zwar auf Hindi basiert, aber im Gegensatz zum Hindi in Indien seine ganz eigene Grammatik und seinen eigenen Wortschatz enthält, der für Fidschi geeignet ist.